# Arrestation af Putin (film)
Arrestation af Putin: en rapport fra domstolen (Арест Владимира Путина: репортаж из зала суда) er en parodisk kortfilm fra 2012, ved den russiske video publishing group "Lancelot". Oprindelig postet på YouTube, den 13. februar 2012.
Filmen er en mockumentary, der har indsat filmoptagelser af oligarken Mikhail Khodorkovskij med den russiske præsident Vladimir Putins ansigt.

## Handling
Filmen viser Putin bag tremmer, hvor han anklages for korruption i stor stil. Optagelserne er fra Mikhail Khodorkovskijs egen rettergang ved de russiske domstole. Putins svar er fra optagelser i forbindelse med Den russiske folketælling 2010. Khodorkovskij er i dag russisk systemkritiker, bosiddende i London.
Filmen gik viralt fra sin premiere, med 3 millioner gengivelser inden for 3 dage. Per juni 2020 er den blevet set 13 millioner gange på YouTube, hvor den primo 2022 har over 20.000 kommentarer.
Russiske Putinsupportere lavede modvideoen "Rusland uden Putin – Rusland uden en fremtid" samme år, der spiller på den russiske oppositions protestomkvæd "Rusland uden Putin".

## Eksterne referencer
- Den originale film med engelske undertitler: YouTube.